# 判物

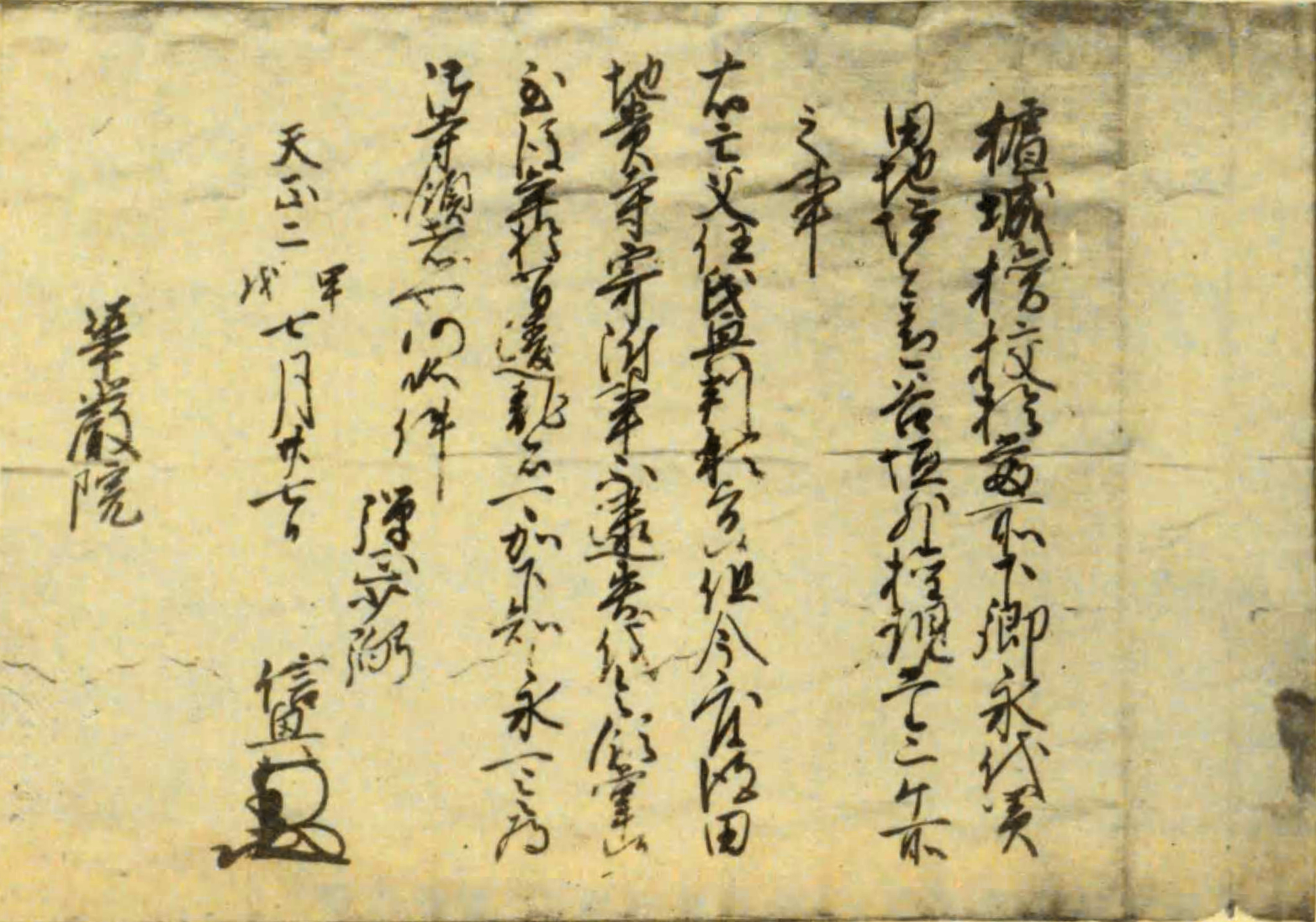
『小笠原信興判物』（天正2年7月27日、華嚴院蔵）

判物（はんもつ）とは、室町時代から江戸時代にかけて出された武家様文書の一つ。

## 概要
上位の立場にある者（特に征夷大将軍・大名（守護大名・戦国大名・藩主））が発給した文書のうち、差出人の花押が付されたものを指す。これに対して印判が付されたものを印判状（朱印状・黒印状）等と呼ぶ。

## 沿革

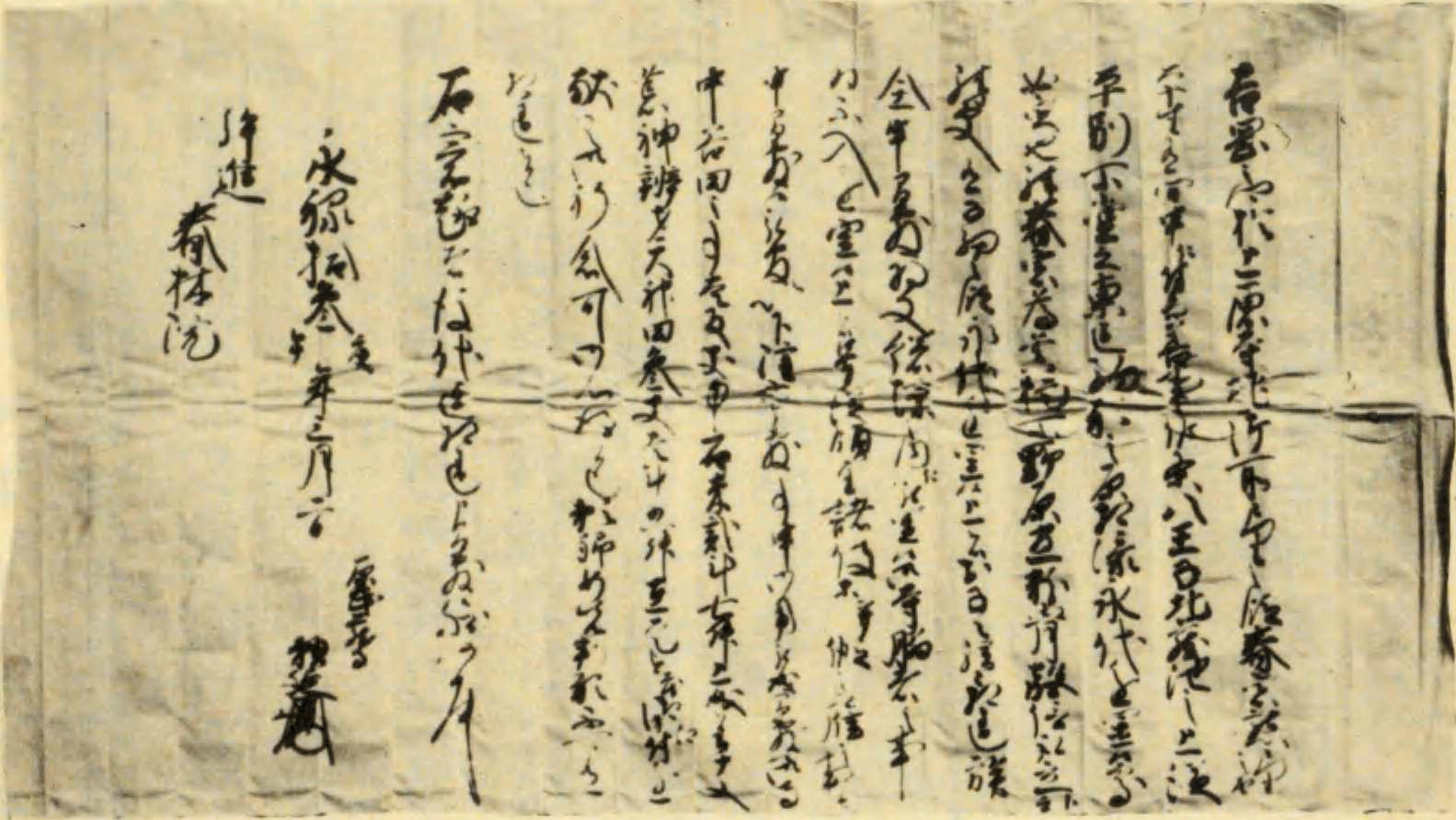
『原賴延寺領安堵判物』（永禄13年3月2日）

特に公的性質の強い文書に用いられ、家臣に対する所領の給付や安堵、感状など主従関係において重要性・永続性が必要とされる文書に対して用いられた。
鎌倉時代に直状（直筆の書状）に下知状の要素を加えた書下状が成立し、室町時代には守護大名が征夷大将軍の御内書に倣って発給された。戦国時代には印判状と区別して判物と呼ばれ、戦国大名の命令文書では最も格式が高いものとされた。
征夷大将軍が用いた判物は特に御判書と呼び、特に江戸幕府では10万石以上の大名家の異動（新規加封・当主交替）に対して用いられ、朱印状が用いられるそれ以下の大名との格式の差の証明とされた。
また、大名家において家老級の重臣には判物、それ以下の武士には印判状で文書が出されるなど、判物と印判状の差出対象に格差があった。